# コチョウラン
コチョウラン（学名：Phalaenopsis aphrodite、漢字表記：胡蝶蘭）は、ラン科植物の一つ。東南アジアに分布し、白い花をつける。この名は他の意味にも使われるが、ここではこの種のみについて記す。

## 概説
コチョウランという名は、コチョウラン属 Phalaenopsis の総称としても、同属およびドリテノプシス属を含む洋ランを含む名称としても使われる。しかし和名としてのコチョウランは P. aphrodite に与えられたものである。総称としてのコチョウランについてはコチョウラン属を参照されたい。
種としてのコチョウランは東南アジアに分布する大きな平たい葉を持つ単軸性の着生ランである。白い花は美しく、よく似たファレノプシス・アマビリス P. amabilis と共に洋ランとしてのコチョウランのイメージを代表するものである。学名の種小名はギリシャ神話の愛と美と豊穣の女神アフロディテから。

## 特徴
多年生の着生植物で、単軸性のラン。茎はごく短く直立し、上には4枚程度の葉を密生し、下方からは多数の根を出す。根は太くて良く伸びる。
葉は二列性で折り重なって生じ、楕円形から長楕円形、表面は緑。
花茎は茎の側面から伸びて斜上して先端は枝垂れ、長さは50-80cm、時に分枝する。先端よりに十数個の花をつける。花は白で径7cmほど、側花弁が幅広く、花全体が丸く見える。唇弁は黄色を帯び、赤味のある斑紋が出る。唇弁の先端は左右に突き出してまき鬚状になる。
常緑性であり、またCAM型光合成を行う。

## 分布
フィリピンから台湾に分布する。

## 近似種
同属のアマビリス P. amabilis は、本種に非常によく似ている。花はこの種の方が本種より多少大きく、また芯弁の基部中央の肉質突起がこの種では2個の角になるのに対して、本種では4個の角になっている。

## 利用
洋ランとして栽培される。この種そのものも栽培されるが、アマビリスの方が名が通っている。また交配親としても重視され、白花大輪種はこの種を親にしたものが数多い。本種およびアマビリスは通称としてのコチョウランのイメージの基本となっている面がある。

## コチョウランに因む名前
- ファレノプシス (競走馬)：日本の競走馬、1998年の桜花賞、秋華賞、2000年のエリザベス女王杯勝ち馬
- 胡喋蘭：女性お笑いコンビ